# Галимова, Валерия Дмитриевна
Валерия Дмитриевна Галимова (род. 11 июля 1994, Каменск-Уральский) — российская классическая гитаристка.

## Биография
Начала обучение игре на классической гитаре в возрасте восьми лет под руководством Дмитрия Милованова в музыкальной школе №1 города Каменск-Уральский. Позже продолжила обучение в Гнесинском колледже в Москве, где занималась у Романа Зоркина и Анастасии Бардиной. Окончила Российскую академию музыки имени Гнесиных, где её наставником был профессор Артём Дервоед. В 14 лет была приглашена в качестве исполнителя и члена жюри на международный детский фестиваль-конкурс в Пуэбле, Мексика.
В течение своей карьеры Галимова получила несколько наград, включая премию Президента России и золотую медаль на Дельфийских играх в 2014 году. Она также завоевала десять первых премий на различных российских и международных конкурсах.
Её профессиональная деятельность включает как сольные выступления, так и сотрудничество с другими музыкантами. В 2017 году она сотрудничала с «World of Music», российским музыкальным дистрибьютором, для создания учебного видео по игре на классической гитаре. В 2018 году она исполнила премьеру сюиты «The Dance» для гитары и струнного квартета на 2-м Московском фестивале камерной музыки гитары «Золотые грифы». В том же году приняла участие в постановке танго-оперы «Мария из Буэнос-Айреса» Астора Пьяццоллы с оркестром «Leggiero» в Рахманиновском зале Московской консерватории.
В 2020 году выступила с сольным концертом на фестивале «Гитарные виртуозы» в Камерном зале Московской филармонии.
Галимова сотрудничала с различными музыкантами, включая клавесинистку Анастасию Антонову, баяниста Кирилла Русинова, виолончелистку Валерию Рупасову, скрипачку Асию Гарипову, колоратурное сопрано Екатерину Сокольникову и дирижёра Джереми Уокера из Великобритании.
Галимова принимала участие в различных международных фестивалях и культурных программах, выступая с концертами и проводя мастер-классы. В 2024 году она дала концерт классической гитары и провела публичную лекцию в Дилижане, Армения, организованную Primavera Foundation.
Она была отобрана в качестве стипендиата Международного гитарного фестиваля в Русте, который представляет молодых классических гитаристов.
Её деятельность включает концертные выступления, участие в образовательных проектах и конкурсах в Европе, России и других странах.